# Buchholz (Annaberg-Buchholz)
Buchholz ist eine einstige Bergstadt im sächsischen Erzgebirge, die 1949 mit Annaberg zur Kreisstadt Annaberg-Buchholz zusammengeschlossen wurde.

## Lage
Buchholz befindet sich etwa drei Kilometer südwestlich des Stadtzentrums von Annaberg an einem steilen Hang. Das an dieser Stelle tief eingeschnittene Tal der Sehma bildet die Grenze zwischen dem westlich davon gelegenen Buchholz und Annaberg östlich des Flusses.

## Geschichte

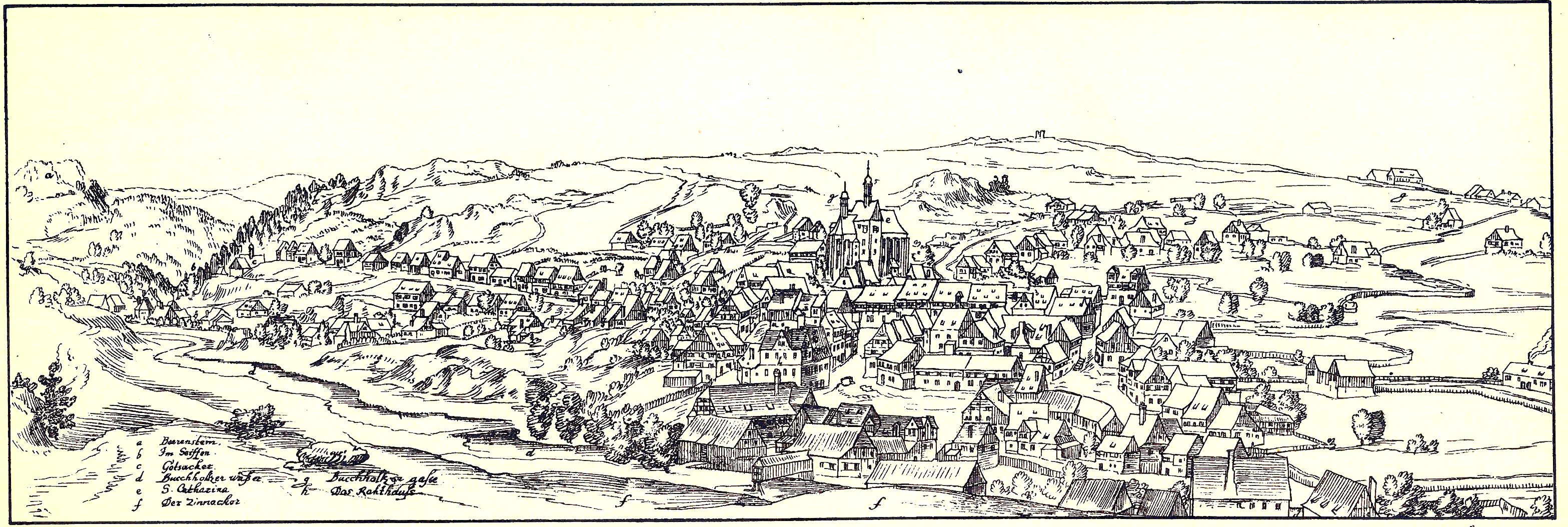
Stadtbild um 1630 (Wilhelm Dilich)

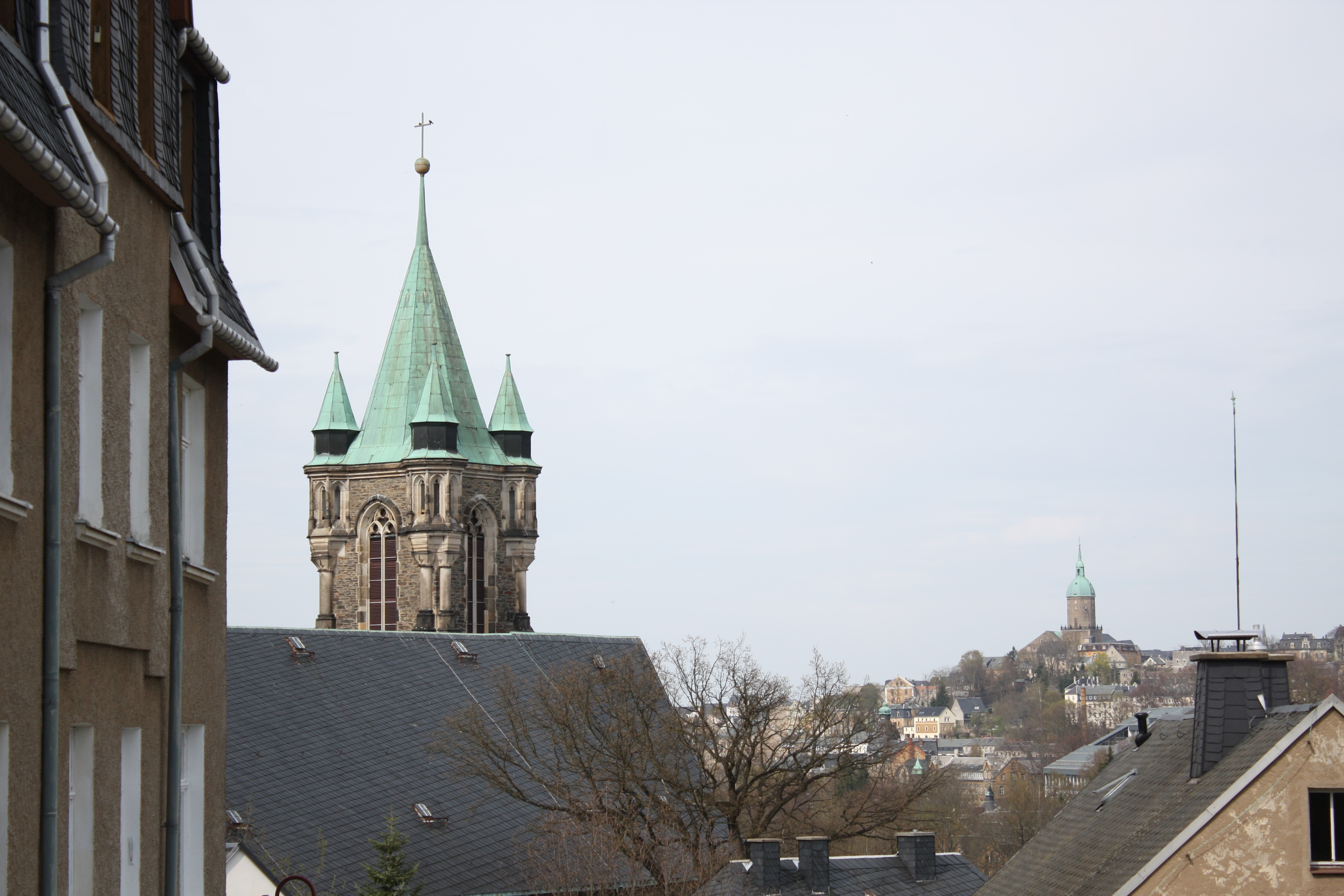
Blick über die Dächer von Buchholz nach St. Annen

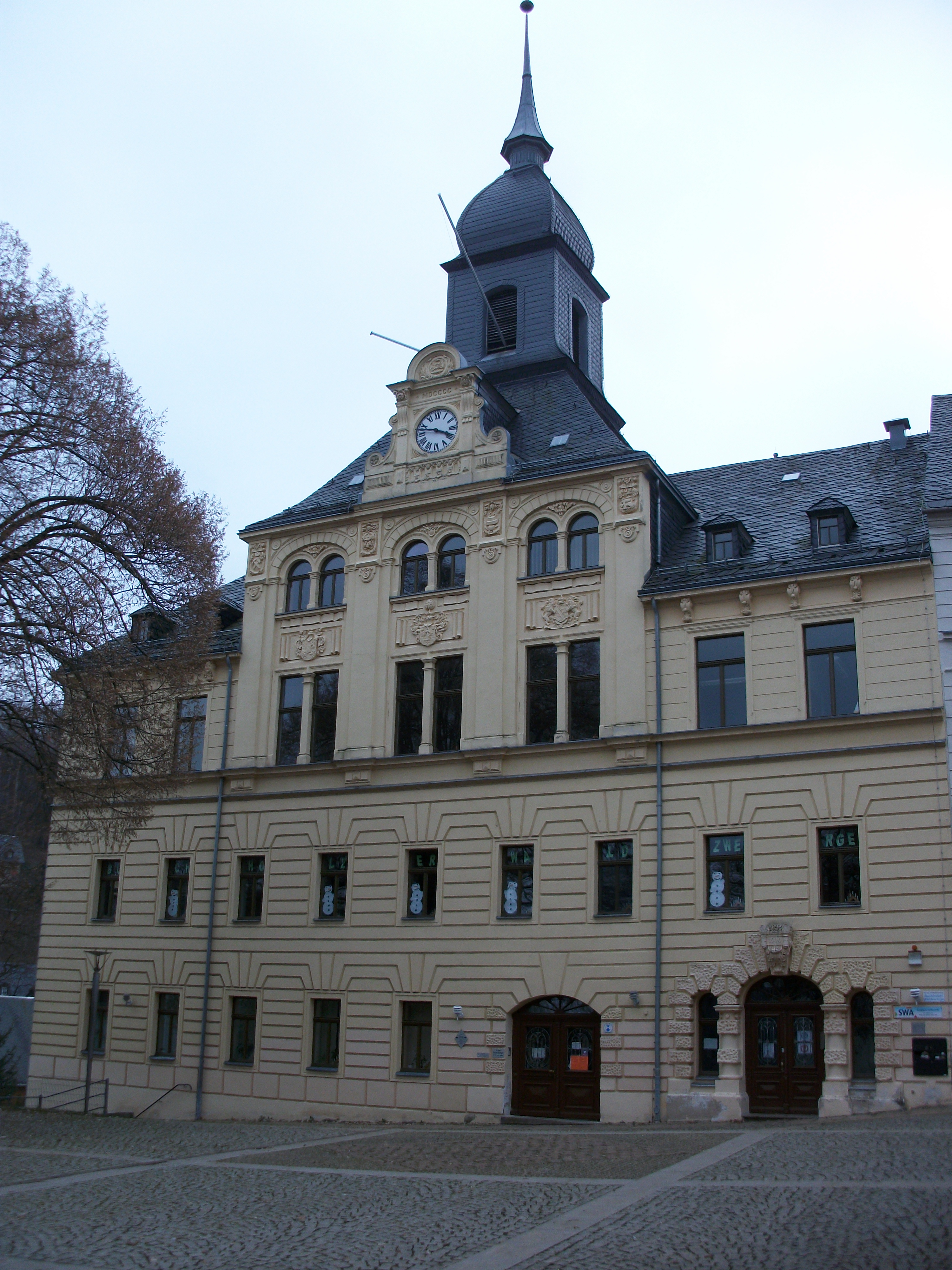
Rathaus Buchholz

### Historische Entwicklung
Seit der Leipziger Teilung der Wettiner 1485 verlief die Landesgrenze zwischen dem ernestischen und dem albertinischen Sachsen im Tal der Sehma. Nach Bergfunden auf Grünhainer Klostergebiet wurde 1495 unterhalb von Annaberg eine weitere Bergbausiedlung angelegt, die den Namen St. Katharinenberg im Buchholz erhielt, woraus sich später der Stadtname Buchholz entwickelte. Obwohl bereits 1501 erste Privilegien wie steuerfreies Backen, Schlachten, Brauen und Schenken durch Kurfürst Friedrich dem Weisen in Wittenberg erteilt wurden, gab es in dem Jahr erst 16 Hausbesitzer in der neuen Stadt. Der Kirchenbau wurde 1504 begonnen, 1511 folgten der Bau der Schule. Die Münzstätte Buchholz wurde 1505 errichtet und 1553 mit der Annaberger Münze vereinigt.
Von 1505 bis 1547 oblagen einem kurfürstlichen Bergvogt und ihm beigegebene Richter und Schöppen die Verwaltung der Stadt. Am 19. April 1507 erhielt Buchholz eine kurfürstliche Bergordnung. Auf dem Buchholzer Marktplatz begann in diesem Jahr der Bau des Fürstenhauses (beendet 1509), 1511 wurde hier die Münzstätte angebaut, die 1512 ihre Tätigkeit aufnahm. 1512 wurden auch der Marktplatz fertiggestellt, die Gerichtsbarkeit gewährt, ein Wochenmarkt (immer freitags, ab 1520 nur samstags) gestattet sowie eine Glocke in der St.-Katharinen-Kirche installiert. Die Kirchweihe erfolgte 1519 durch den Meißner Bischof Johann von Schleinitz. Erst nach der Wittenberger Kapitulation kam auch Buchholz zum albertinischen Teil Sachsens. Zur Reformationszeit war die Sehma die Religionsgrenze zwischen evangelischen und katholischen Gebieten. Am 24. Juni 1524 predigten enge Mitstreiter Martin Luthers in der Buchholzer Kirche erstmals evangelisch. Friedrich Myconius, ein Mönch aus dem Annaberger Franziskanerkloster, hielt hier am 2. Juli seine zweite Predigt. Adam Ries (der 1524 sein Rechenbuch Annaberger Coß verlegte) wohnte den evangelischen Gottesdiensten in Buchholz bei und wurde deswegen beim Annaberger Rat denunziert.
Im Jahre 1526 bestand Buchholz aus etwa 300 Häusern, die sich in folgende (unbefestigte) Stadtviertel aufteilten und von Viertelmeistern beaufsichtigt wurden: Kirchenviertel, Münzviertel (einschließlich Marktplatz), Habergässnerviertel (Frauen-, Silber und obere Schlettauer Straße), Langes Viertel (Karlsbader Straße und Brauhausstraße).
Auf dem Areal des ehemaligen Fürsten- und Münzhauses am Buchholzer Marktplatz begann 1840 der Bau des neuen Rathauses, wo 1842 die Stadtverwaltung einzog. Zur besseren verkehrstechnischen Verbindung zwischen Annaberg und Buchholz wurde 1841 die Waldschlösschenbrücke gebaut.
Im Jahre 1852 vernichtete ein Brand 31 Wohnhäuser und 32 Nebengebäude, 344 Personen wurden obdachlos. Im folgenden Jahr wurde am 14. Oktober die „Freiwillige Feuerlösch- und Rettungsgesellschaft Buchholz“ gegründet.
Das Stadtsiegel zeigte die Heilige Katharina mit Schwert und zersprungenem Rad, dazu kleine Buchen und die für die Stadtgründung maßgebliche Bergbauszenerie. Buchholz stand in bergbaulicher Hinsicht jedoch immer im Schatten seiner bedeutenderen Nachbarstadt Annaberg. Zu den frühen Bergwerken zählen der Käsehans, die Grube St. Apollonia, der St. Wenzel und der St. Andreas. Im 16. Jahrhundert baute sich die Bevölkerung mit Spitzenklöppelei und Posamentenherstellung ein wichtiges wirtschaftliches Standbein auf. Die Bedeutung von Buchholz bestand darin, dass sich dort Handwerker und Händler niederließen. Jedoch wurde der Stadt erst 1520 ein Markttag bewilligt.
1620 und in den Folgejahren kamen viele böhmische Exulanten, insbesondere aus Gottesgab und St. Joachimsthal. Im Dreißigjährigen Krieg wurde die Stadt, die keine Stadtmauer besaß, schwer verwüstet.
Bereits um 1800 hatte Buchholz fast die gleichen Wirtschaftszweige wie das benachbarte Annaberg. Am bedeutsamsten war die Zahl der Posamentierer. Die Bandmanufaktur wurde im Jahr 1589 durch Georg Einenkel in Buchholz eingeführt. Die Posamentierer in Buchholz lieferten aber verhältnismäßig weniger Band als jene in Annaberg, sondern andere Posamentierartikel. Zuz Beginn des 19. Jahrhunderts waren in Buchholz 240 Posamentiermeister tätig, daneben 80 Gesellen und 30 Lehrlinge. Sie hatten damals über 350 Posamentiersstühle in Gang gehalten. Ihre Waren wurden durch mehrere Buchholzter Handelshäuser teils auf den Messen in Leipzig, Frankfurt (Oder) und Naumburg (Saale), teils direkt nach Schwaben, Niedersachsen, Helvetien, Italien, Spanien, Südpreußen und Russland abgesetzt. Während der Französischen Revolution war der Absatz noch stärker, weil damals fast alle ähnliche französischen Fabriken stillstanden.
Hervorzuheben ist auch die Spielkartenfabrik in Buchholz. Die Kartenmacher- und Kartenmalerinnung hatte bereits im Jahr 1587 mit der in Freiberg einen ähnlichen Ruf. Unmittelbar nach 1800 waren sieben Meister damit beschäftigt und der Vertrieb der Karten beschränkte sich meistens auf das Kurfürstentum Sachsen. Viel wurde damals auch im Schönburgischen und in der Oberlausitz und der Niederlausitz abgesetzt. Der Spielkartenhandel auf dem Messen wurden seit dem Ende des 18. Jahrhunderts wegen häufiger Einfuhr fremder, insbesondere Spielkarten aus München verdrängt. Das Malen der Karten war gewöhnlich Frauenarbeit und zum Glätten der Karten wurden Tagelöhner eingesetzt. Das Papier für die Spielkarten wurde aus Böhmen bezogen, teilweise lieferte es auch die Papiermühle in Buchholz.
Daneben wurden in Buchholz auch viele Spitzen geklöppelt. Der Spitzenhandel war aber bei weitem nicht so umfangreich wie in Annaberg. Der ehemals blühende Bergbau kam im 19. Jahrhundert fast ganz zum Erliegen, nachdem anfangs noch mit viel Zubuße auf Silber, Cobalt und Zinn gebaut wurde, aber es zu keiner Ausbeute kam.
1868 wurde in der Stadt ein Herstellungsverfahren für Perlgewebe erfunden, das als Buchholzer Monopol zu einem wirtschaftlichen Aufschwung führte.
Bereits in den 1920er Jahren gab es erfolglose Bestrebungen seitens des Stadtrates zur Zusammenlegung beider Städte und nochmals im Februar 1939 durch Schreiben des Annaberger 1. Bürgermeisters Max Dietze an die NSDAP; dem widersetzte sich jedoch der Buchholzer Bürgermeister Horst Schimpf. Im Zweiten Weltkrieg traf Buchholz in der Nacht vom 14. zum 15. Februar 1945 ein Bombenangriff der Royal Air Force. 127 Wohnungen und die St.-Katharinen-Kirche wurden zerstört. Ein Tieffliegerangriff auf den Bahnhof Buchholz forderte am 20. April 1945 vier Todesopfer. Nach dem Einmarsch der Roten Armee erteilte Major Nemow – der zweite Stadtkommandant von Annaberg – 1945 den Befehl, die beiden Städte Annaberg und Buchholz per 1. Juli 1945 zu vereinen. Der von Mai bis Oktober 1945 amtierende Landrat Karl Köglesperger erließ am 30. Juni die entsprechende Verfügung, auf die hin die amtliche Zusammenlegung der Schwesterstädte am 1. Juli 1945 erfolgte. Erst am 1. Januar 1949 wurde mit Beschluss der sächsischen Landesregierung die von der SMAD verordnete Zusammenlegung gesetzlich legitimiert.

### Bevölkerungsentwicklung
| Jahr | Einwohnerzahl                   |
| ---- | ------------------------------- |
| 1552 | 263 besessene Mann, 49 Inwohner |
| 1748 | 106 besessene Mann              |
| 1834 | 1424                            |
| 1871 | 5247                            |

| Jahr | Einwohnerzahl |
| ---- | ------------- |
| 1890 | 7808          |
| 1910 | 9679          |
| 1925 | 8919          |
| 1939 | 8959          |

| Jahr | Einwohnerzahl |
| ---- | ------------- |
| 1946 | 8067          |
| 2011 | 3582          |

## Kultur und Sehenswürdigkeiten

### Bauwerke
- St.-Katharinen-Kirche

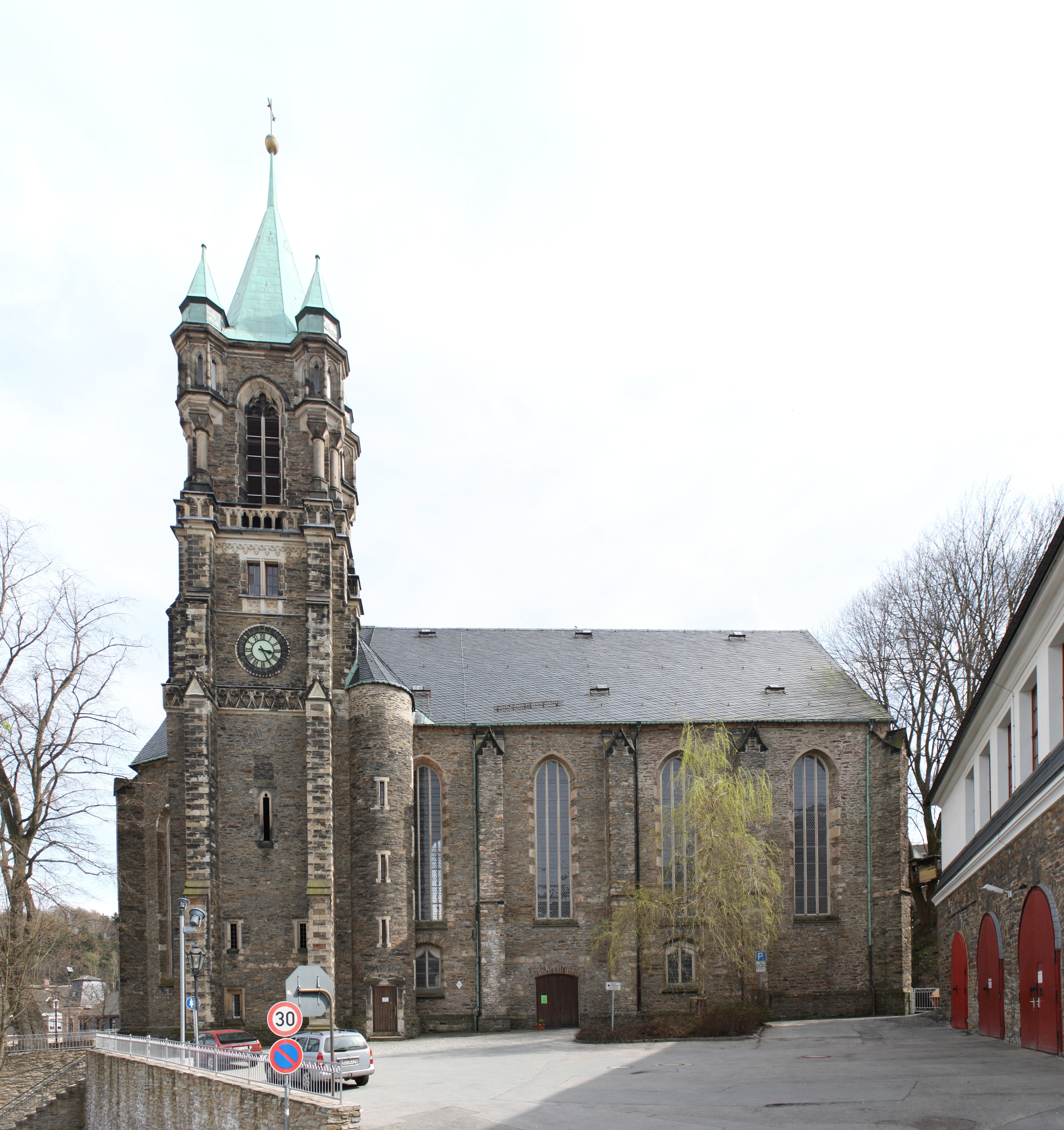
St.-Katharinen-Kirche und Feuerwehrhaus

- Ehemaliges Rathaus mit Marktplatz und Standbild des Stadtgründers, Friedrichs des Weisen

### Parks
- Waldschlösschenpark Buchholz mit Parkhotel, Teich, Parkbühne und Silberlandhalle (1893 Baubeginn; 1895 Aufstellung einer Bronze-Büste des Reichskanzlers Otto von Bismarck, 1942 eingeschmolzen)

## Kirchen und Religionsgemeinschaften
- St.-Katharinen-Kirche
- Friedhofskirche
- Landeskirchliche Gemeinschaft

## Verkehr
Im Tal der Sehma verläuft zwischen Annaberg im Osten und Buchholz im Westen die Bundesstraße 101. Seit 1872 hat Buchholz mit dem Bahnhof Buchholz (seit 1949: Annaberg-Buchholz Süd) und dem Haltepunkt (seit 1949: Annaberg-Buchholz Mitte) zwei Halte an der Bahnstrecke Vejprty–Annaberg-Buchholz unt Bf, auf der heute die Erzgebirgsbahn nach Chemnitz verkehrt. An diesen Stationen hielten zwischen 1889 und 1997 auch Züge der in Annaberg-Buchholz Süd abzweigenden Bahnstrecke Annaberg-Buchholz–Schwarzenberg. Seit dem Jahr 2009 wird die Strecke Annaberg-Buchholz–Schwarzenberg an einzelnen Wochenenden im Sommerhalbjahr als Erzgebirgische Aussichtsbahn für den touristischen Ausflugsverkehr genutzt. Verantwortliches Eisenbahnverkehrsunternehmen ist der Verein Sächsischer Eisenbahnfreunde e. V.

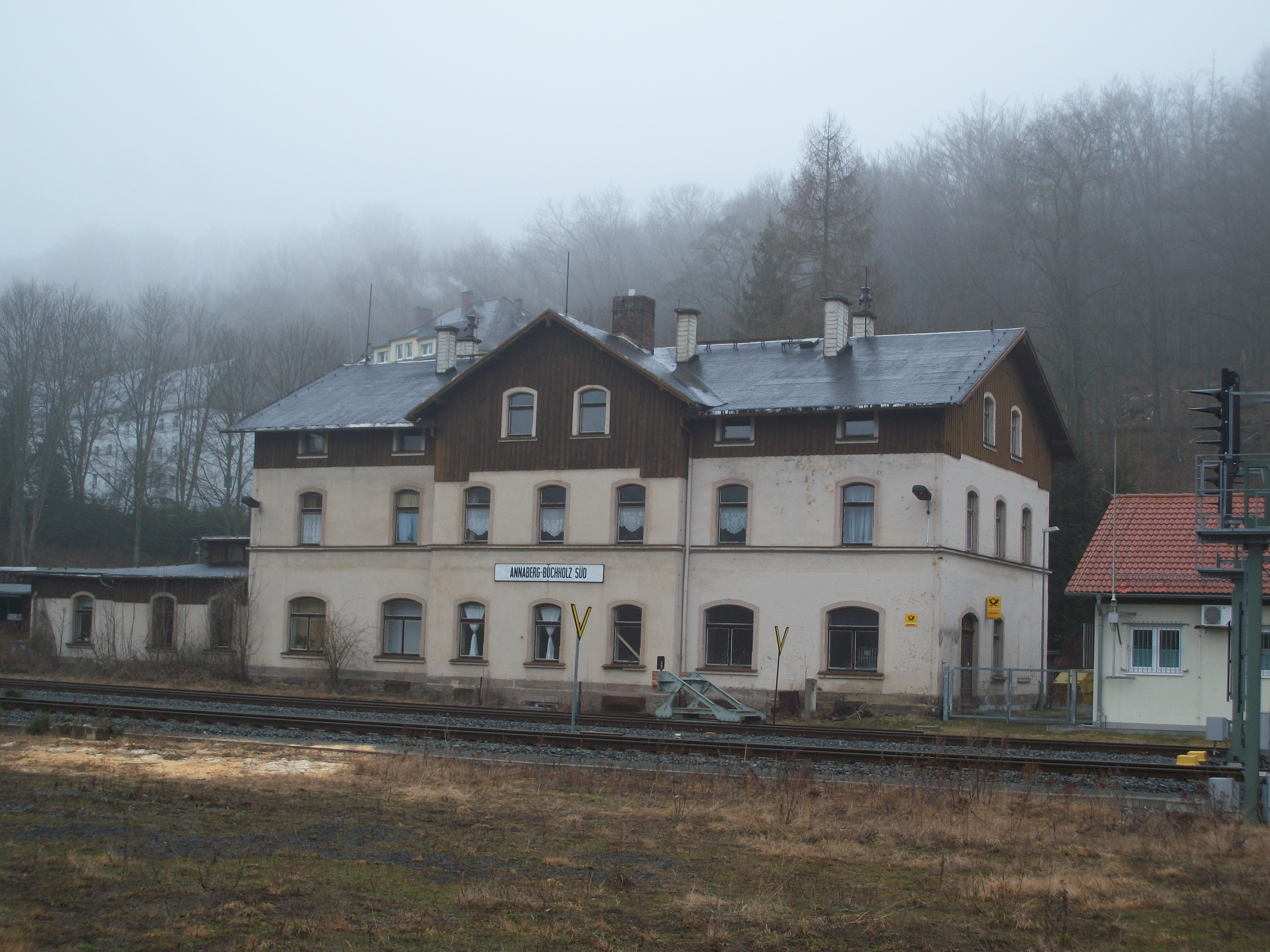
Bahnhof Annaberg-Buchholz Süd (2016)
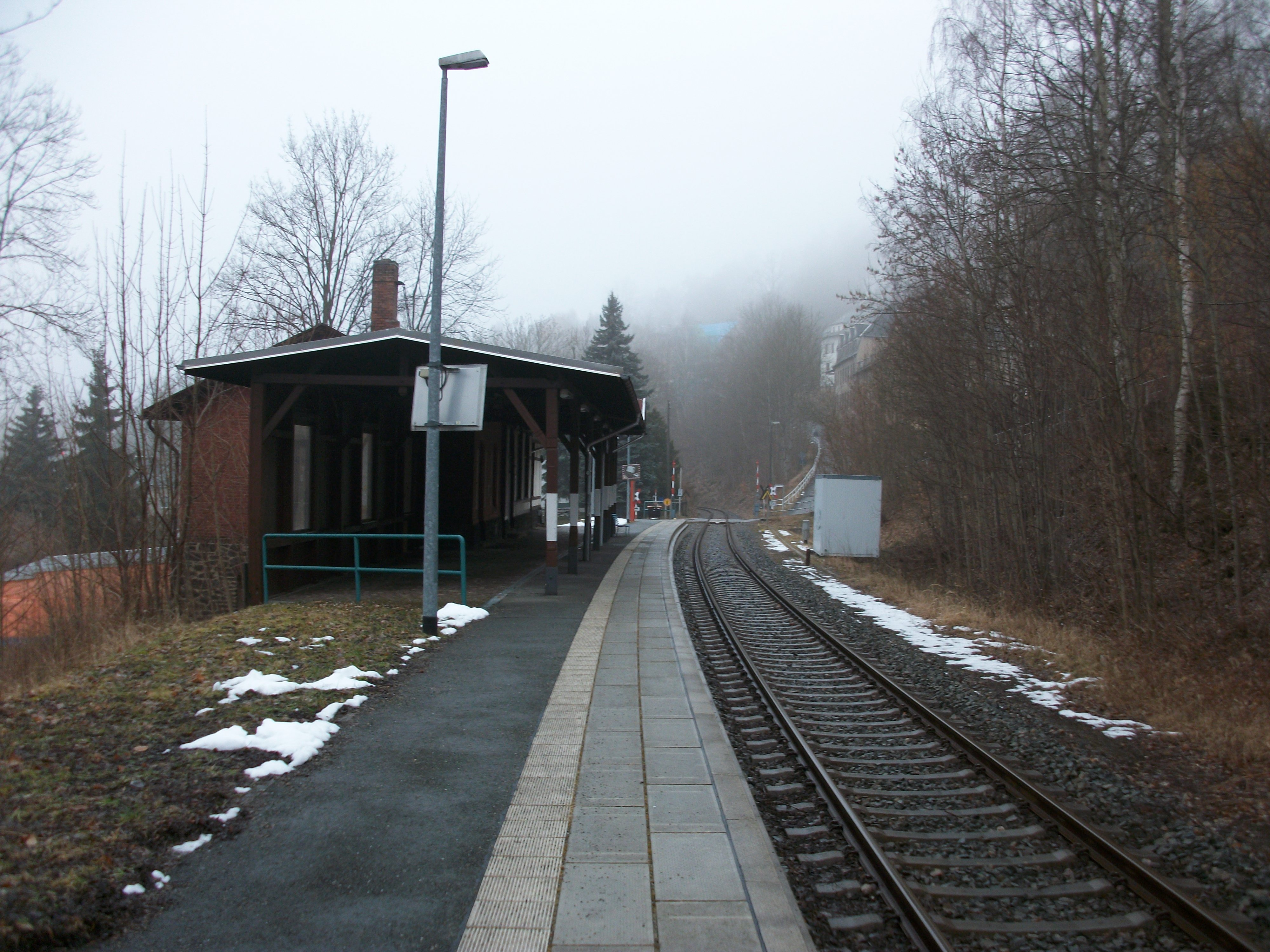
Haltepunkt Annaberg-Buchholz Mitte, Richtung Annaberg unt Bf (2016)
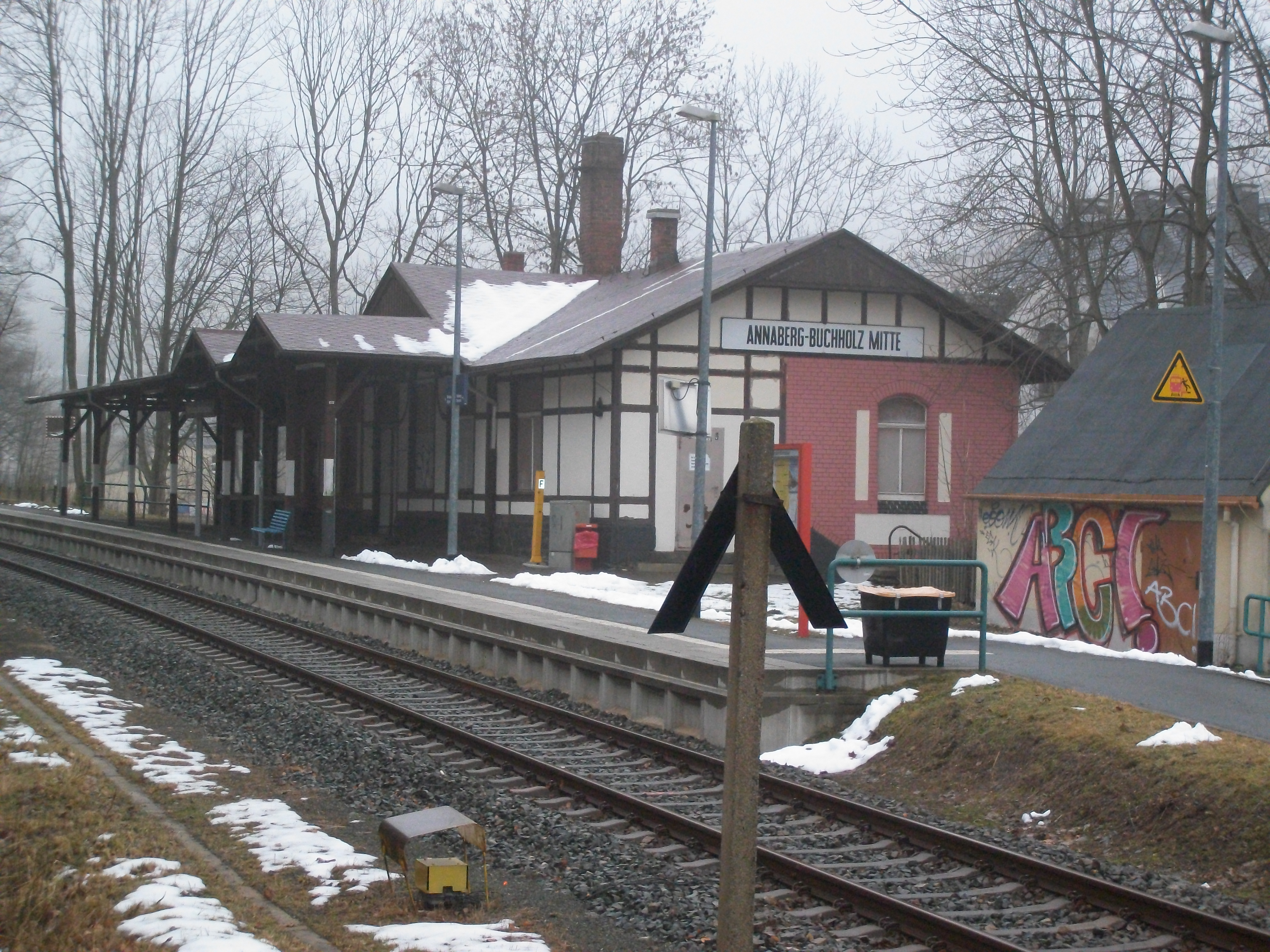
Haltepunkt Annaberg-Buchholz Mitte (2016)

## Persönlichkeiten

### Söhne und Töchter der Stadt
- Georg Sturtz (1490–1548), Arzt und Hochschullehrer für Medizin an der Universität Erfurt
- Andreas Starck (1552–1611), Stadtarzt in Göttingen, Erfurt und Mühlhausen
- Johann Tobias Dressel (1687–1758), Orgelbauer
- Carl Heinrich Meyer (1784–1837), Bratschist und Komponist
- Friedrich Straumer (1840–1900), Pädagoge, Heimatschriftsteller und konservativer Politiker
- Otto Göckeritz (1865–1935), Ingenieur und Pionier der Automobilindustrie
- Paul Bräcklein (1882–1972) Mundartdichter (Buchholzer Nationallied)
- Paul Martin Leonhardt (1883–1971), Maler und Grafiker
- Walther König (1891–1971), Generalveterinär der Wehrmacht
- Erika Korselt (1898–1983), Texil-Kunstgewerblerin und Malerin
- Hermann Ranft (1906–1976), Tischler und Modellbauer
- Gerhart Schreiter (1909–1974), Stein-, Holzbildhauer und Metallbildner
- Wolfgang Lange (1921–1977), Hochschullehrer und Professor für Methodik der Datenverarbeitung/Mathematik
- Werner Gumpel (* 1930), emeritierter Ordinarius für Wirtschaft und Gesellschaft Südosteuropas
- Johannes Schreiter (* 1930), Maler, Grafiker und Glasbildner
- Maria Merz (1931–2017), Keramikerin
- Hans Süß (1935–2009), Generalleutnant der NVA
- Jürgen Leonhardt (1935–2021), Kernphysiker, Professor der Akademie der Wissenschaften der DDR[6]

### Weitere Persönlichkeiten
- Tobias Dressel (1635–1717), Orgelbauer und Stadtrichter
- Christian Meltzer (1655–1733) war 46 Jahre lang Pfarrer in Buchholz und verfasste eine bedeutende Buchholzer Chronik
- Carl Ackermann (1790–1859), Verleger
- Moritz Heinrich Rosenhauer (1803–1888), evangelischer Pfarrer (1856–1880 in Buchholz) und Politiker
- Heinrich Theodor Koch (1822–1898), Advokat und Bürgermeister in Buchholz, Mitglied des Reichstags, Mitglied des Landtags
- Laura Herberger (1860–1942), erzgebirgische Heimatschriftstellerin
- Emil Richard Wagner (1871–1950), Komponist, Kirchenmusikdirektor in Buchholz